# Johannes Roberts
Johannes Roberts (Cambridge, 24 maggio 1976) è un regista, sceneggiatore e produttore cinematografico inglese.

## Biografia
Johannes Roberts è noto al grande pubblico soprattutto per la serie di film thriller/horror sugli squali, 47 metri del 2017 ed il sequel 47 metri - Uncaged del 2019. 

## Filmografia

### Regista
- Sanitarium (2001)
- Hellbreeder (2003)
- Darkhunters (2004)
- La foresta dei dannati (Forest of the Damned) (2005)
- The Expelled (2010)
- Roadkill (2011)
- Storage 24 (2012)
- The Other Side of the Door (2016)
- 47 metri (47 Meters Down) (2017)
- The Strangers: Prey at Night (2018)
- 47 metri - Uncaged (47 Meters Down: Uncaged) (2019)
- Resident Evil: Welcome to Raccoon City (2021)

### Sceneggiatore
- Sanitarium, regia di 	Johannes Roberts (2001)
- Hellbreeder, regia di Johannes Roberts (2003)
- Darkhunters, regia di Johannes Roberts (2004)
- La foresta dei dannati (	Forest of the Damned), regia di Johannes Roberts (2005)
- The Expelled, regia di Johannes Roberts (2010)
- Roadkill, regia di Johannes Roberts (2011)
- Storage 24, regia di Johannes Roberts (2012)
- The Other Side of the Door, regia di Johannes Roberts (2016)
- 47 metri (47 Meters Down), regia di Johannes Roberts (2017)
- 47 metri - Uncaged (47 Meters Down: Uncaded), regia di Johannes Roberts (2019)
- Resident Evil: Welcome to Raccoon City, regia di Johannes Roberts (2021)